# 李澄英
李澄英（约1931年—2005年3月6日），台灣新竹市人，長期擔任台北市肢體傷殘重建協進會理事長，幫助身障孩童。

## 生平
李澄英出身於李錫金家族，為新竹市士紳李良弼之女，新竹女中畢業。婚後她與丈夫移居台北市，育四名子女。
李澄英次子周二銘滿周歲時，便罹患嚴重的小兒麻痺。在臺灣1950年代末小兒麻痺大流行期，病家為病童裝鐵鞋輔具必須標會、借錢，隨著病童長大又要每半年換一套，經濟負擔沈重。身為過來人的李澄英，便與幾位常在醫院碰面、同樣處境的家長結合院方，成立互助組織。1963年，在臺大醫院骨科醫師韓毅雄、護士陳東初等人的聯合下，成立臺北市肢體傷殘兒童重建協進會。日後，由李澄英擔任其協進會多屆理事長，推動身障孩童日後的醫療、就學、就業等權益。1974年，協進會更名為「臺北市肢體傷殘重建協進會」。周二銘則在母親激勵下，新竹清華大學數學系畢業後赴美國博士學位，返國後在台灣師範大學任教。
2004年5月8日，李澄英獲中華民國無障礙環境推廣協會獲選為第十一屆十大傑出愛心媽媽，於高雄市麗尊大酒店接受表揚。但接受表揚不久，李澄英發現已罹末期肺癌。次月，李澄英住院期間，女兒周正以母親、家人名義，捐贈新台幣15萬元響應《國語日報》舉辦的「送報到山巔」活動，以替母親祈福。2005年3月6日清晨，李澄英去世，享壽75歲。

## 畫冊
李澄英在2001年左右起，與兒時的玩伴陳寶玉一起習畫。2004年3月13日，市長林政則以新台幣5000元賣下李澄英在新竹社教館義賣的粉彩畫之一，以幫助創世社會福利基金會新竹分院做為植物人醫療基金。
- 李澄英. . 四海電子彩色製版股份有限公司. 2004. ISBN 9574116700.